# Tranquility (Station spatiale internationale)
Pour les articles homonymes, voir Tranquility.
Module de l'ISS

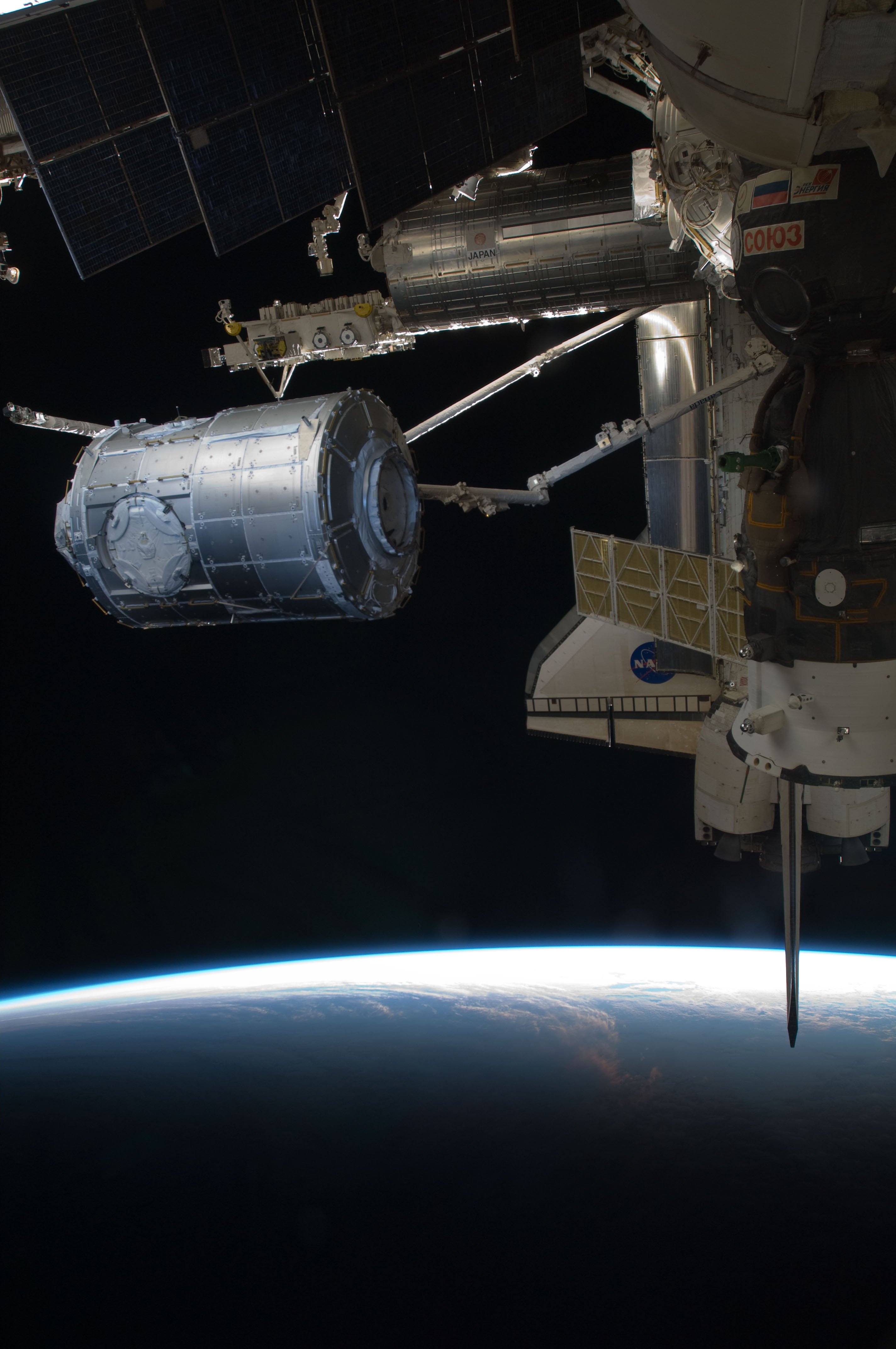
Tranquility en cours d'assemblage.

Tranquility (également appelé Node 3 en anglais) est un élément de la Station spatiale internationale (ISS) construit en Italie qui reprend en partie le rôle du module d'habitation prévu à l'origine et dont la réalisation est annulée. Il permet grâce à ses 6 ports d'assurer la liaison avec 6 autres modules. Son rôle principal est de servir de quartier d'habitation, d'abriter les installations de support vie ainsi que le poste d'observation, la cupola. Celle-ci est utilisée pour piloter le bras Canadarm 2 chargé de déplacer les composants à l'extérieur de la Station spatiale. Tranquility est réalisé par Thales Alenia Space dans son usine de Turin pour le compte de la NASA. Il est installé en février 2010 dans le cadre de la mission STS-130 de la navette spatiale américaine Endeavour.

## Historique
La construction de Tranquility par Thales Alenia Space et l'agence spatiale européenne résulte d'un accord de troc passé en 1997 avec la NASA : la construction de deux modules américains, Tranquility et Harmony est réalisée et financée par l'Europe en échange du transport du laboratoire européen Columbus par la navette spatiale américaine. Les spécifications de Tranquility se sont compliquées à la suite de l'abandon du module d'habitation dont Tranquility reprend certaines fonctions.

## Caractéristiques
Comme tous les modules de la partie américaine de la Station spatiale internationale, Tranquility a la forme d'un cylindre d'un diamètre de 4,48 mètres. Il est long de 6,7 mètres comme le module Harmony déjà en place dont il partage les caractéristiques. Sa structure est en alliage d'aluminium et il pèse 15,5 tonnes au lancement (19 tonnes tout équipé). Comme les deux autres modules de type nœud il possède 6 ports d'amarrage au format Common Berthing Mechanism qui permet d'y accoupler un autre module ou un vaisseau utilisant une écoutille du même type. Un des deux ports d'extrémité est utilisé pour relier Tranquility au cœur la Station via le laboratoire américain Unity. Les autres ports occupés sont utilisés par :
- Le module d'amarrage PMA-3 de type PMA  qui permettait aux vaisseaux porteurs du système d'amarrage APAS, telle que la navette spatiale, de s'amarrer (amarré depuis 2010-déplacé vers le module Harmony depuis 2017).
- La coupole d'observation dans laquelle est installée une des stations de contrôle du bras Canadarm 2 (amarré depuis 2010).
- Le module pressurisé Leonardo (PMM) utilisé pour le stockage (amarré depuis 2015).
- Le module gonflable expérimental BEAM (amarré depuis 2016).
- Un port est utilisé pour le stockage du bras télécommandé Dextre.

La coque pressurisée du module est recouverte d'un revêtement multi-couches qui assure l'isolation thermique et de panneaux en alliage d'aluminium, complété par un revêtement en Kevlar et en Nextel, qui doivent protéger le module des micrométéorites et des débris spatiaux. La régulation thermique à l'intérieur du module est prise en charge par un circuit d'eau qui évacue, grâce à un échangeur de chaleur situé à l'extrémité du module, la chaleur excédentaire dans un deuxième circuit extérieur dans lequel circule de l'ammoniac.

## Équipements
Tranquility dispose de 8 baies internes permettant d'accueillir des armoires amovibles au format standardisé ISPR hautes de 2 mètres de haut pour 105 cm de largeur et 85,4 cm de profondeur. Ces rangements doivent recevoir des équipements actuellement dispersés dans d'autres modules de la Station : ce sont le système de contrôle environnemental (ECLSS), qui comprend un système de régénération de l'atmosphère, un générateur d'oxygène et un système de recyclage de l'eau, un cabinet de toilettes et un tapis roulant utilisé pour faire de l'exercice. Deux baies doivent être utilisées par l'avionique propre au module.

## Amarrage à la station
Le module Tranquility est livré au centre spatial Kennedy, par Thales Alenia Space, le 16 mai 2009. La mise en orbite de Tranquility est réalisée par la navette spatiale Endeavour le 8 février 2010 au cours de la mission STS-130,. Tranquility est lancé avec la cupola attachée, pour des raisons d'encombrement, à un port d'extrémité qui n'est pas celui qu'elle doit utiliser dans sa configuration finale. Trois sorties extravéhiculaires sont effectuées pour connecter le module à la Station et installer la coupole d'observation Cupola à sa place définitive.

## Choix du nom
La NASA organise un sondage en ligne pour nommer le Node 3. Les internautes peuvent choisir parmi quatre noms (« Earthrise », « Legacy », « Serenity » et « Venture ») ou bien en suggérer d'autres. Lors de son émission télévisée « The Colbert Report », l'animateur Stephen Colbert demande à ses téléspectateurs de suggérer « Colbert » comme nom pour le Node 3, dans le sondage en ligne. La NASA choisit finalement « Tranquility », nom également présent dans le peloton de tête des suggestions dues aux internautes. Le nom Tranquility doit être vu comme un hommage rendu, pour son quarantième anniversaire, à la mission Apollo 11, qui se pose sur la Lune en juillet 1969, dans la mer de la Tranquillité.

Le module Tranquility
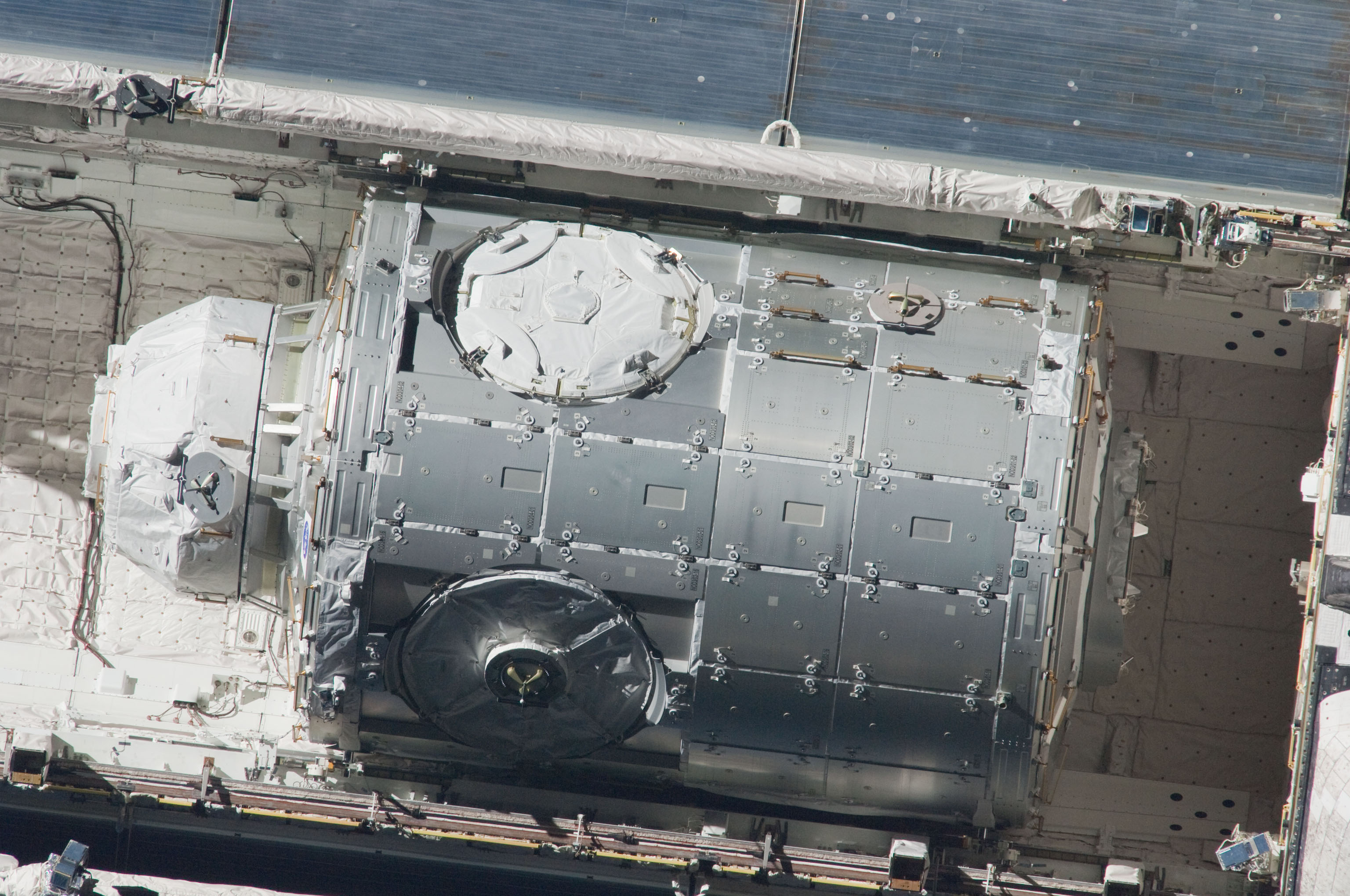
Tranquility dans la soute de la navette spatiale Endeavour.
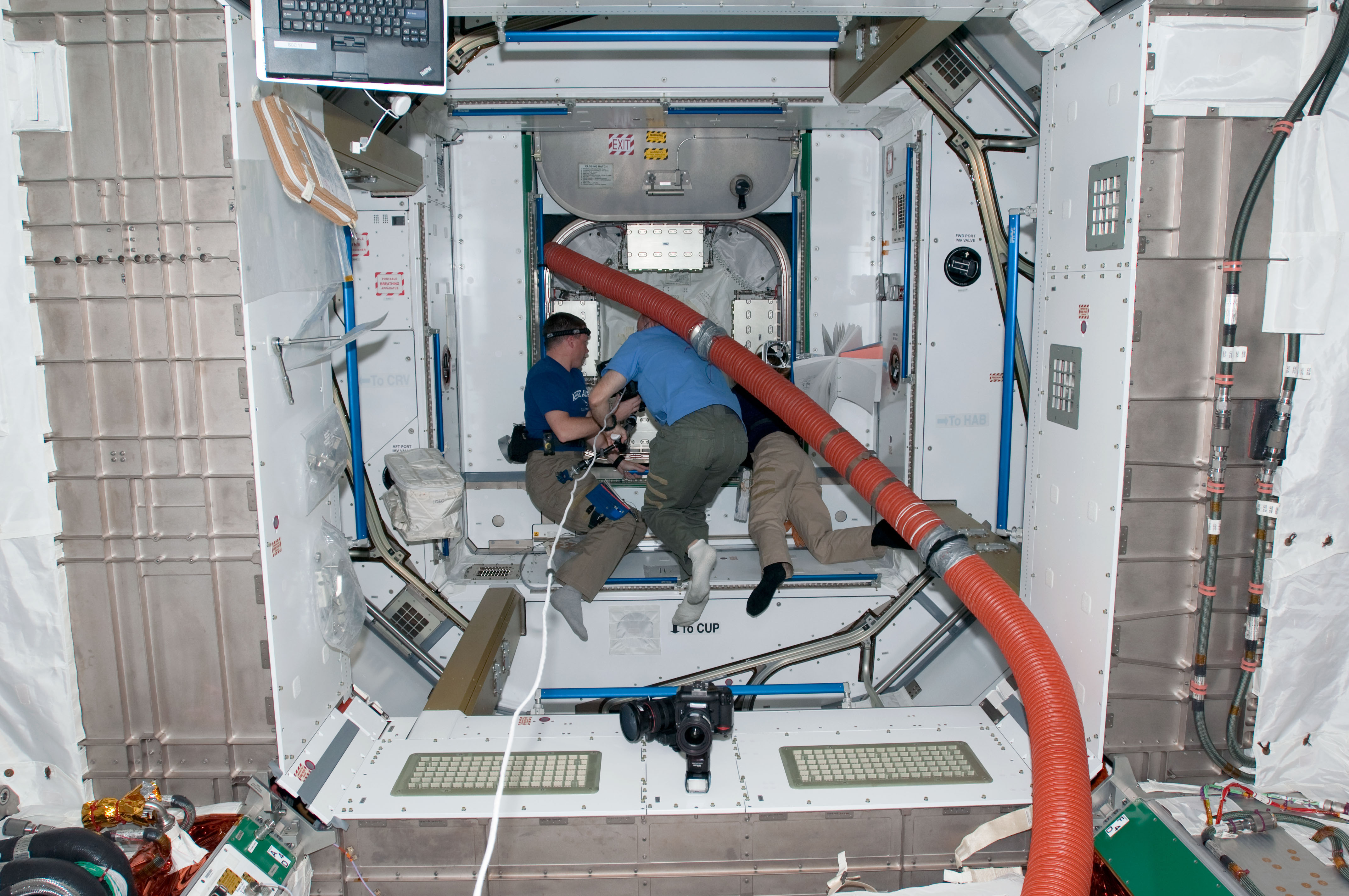
Tranquility après assemblage : l'équipage y installe les équipements, certaines des baies au premier plan sont vides.
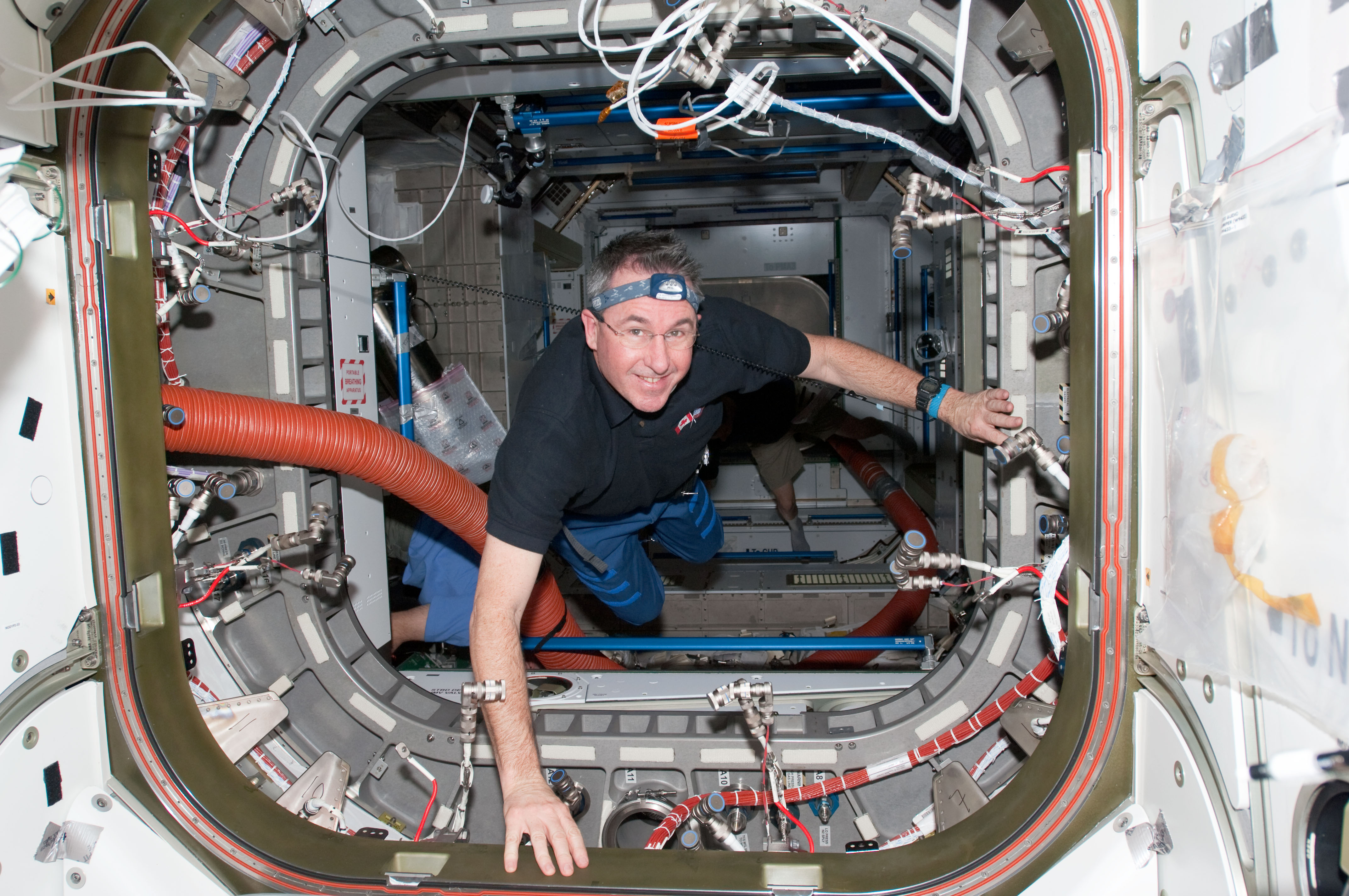
Mise en place des liaisons électriques et informatiques entre Tranquility et Unity.